# Waterstofhypofluoriet
Waterstofhypofluoriet of onderfluorigzuur is een monoprotisch zuur van fluor, met als brutoformule HFO. Het behoort tot de groep der halogeenzuurstofzuren en is een sterke oxidator. De stof komt voor als een lichtgele vloeistof (boven −117 °C) of als witte vaste stof (onder −117 °C). De hypothetische zouten van waterstofhypofluoriet zouden hypofluorieten kunnen genoemd worden. Het is vrijwel onmogelijk deze zouten te synthetiseren. Zelfs van de geprotoneerde vorm van hypofluoriet (H2OF+) kan met moeite een zout gevormd worden. Waterstofhypofluoriet is het enige halogeenzuurstofzuur met één zuurstofatoom dat als vaste stof kan worden gesynthetiseerd. Het is tevens het enige voorkomende halogeenzuurstofzuur van fluor.
Waterstofhypofluoriet verschilt van de andere halogeenoxozuren in die zin dat fluor hier, net als bij de fluoriden, in de oxidatietoestand -I voorkomt. Daardoor heeft zuurstof formeel het oxidatiegetal 0.

## Synthese
Waterstofhypofluoriet kan bereid worden uit een oxidatie van water door difluor bij −40 °C:
{\displaystyle {\ce {6 F2 + 6 H2O -> 8 HF + O2 + 4 HFO}}}
Waterstofhypofluoriet is echter niet stabiel en ontbindt vrijwel onmiddellijk na synthese explosief tot vloeizuur en zuurstofgas:
{\displaystyle {\ce {2 HFO -> 2 HF + O2}}}